# NGC 2421
NGC 2421 је расејано звездано јато у сазвежђу Крма које се налази на NGC листи објеката дубоког неба.
Деклинација објекта је - 20° 36' 42" а ректасцензија 7h 36m 12,0s. Привидна величина (магнитуда) објекта NGC 2421 износи 8,3. NGC 2421 је још познат и под ознакама OCL 626, ESO 560-SC2.